# Canthigaster valentini
Pour les articles homonymes, voir Valentini.
Canthigaster à selles
Espèce
Statut de conservation UICN

 LC  : Préoccupation mineure
 Canthigaster valentini, ou communément nommé Canthigaster à selles, est une espèce de poissons marins démersale de la famille des Tetraodontidae.

## Description
Canthigaster valentini est un poisson de petite taille pouvant atteindre 11 cm de long.
Le Canthigaster à selles fréquente les eaux tropicales et subtropicales de l'Océan Indien, Mer Rouge incluse, jusqu'aux îles océaniques du centre de l'Océan Pacifique.
Il affectionne les lagons et les pentes externes des récifs coralliens et rocheux, il est relativement commun et se rencontre entre 2 et 55 m de profondeur
Il a une activité diurne.

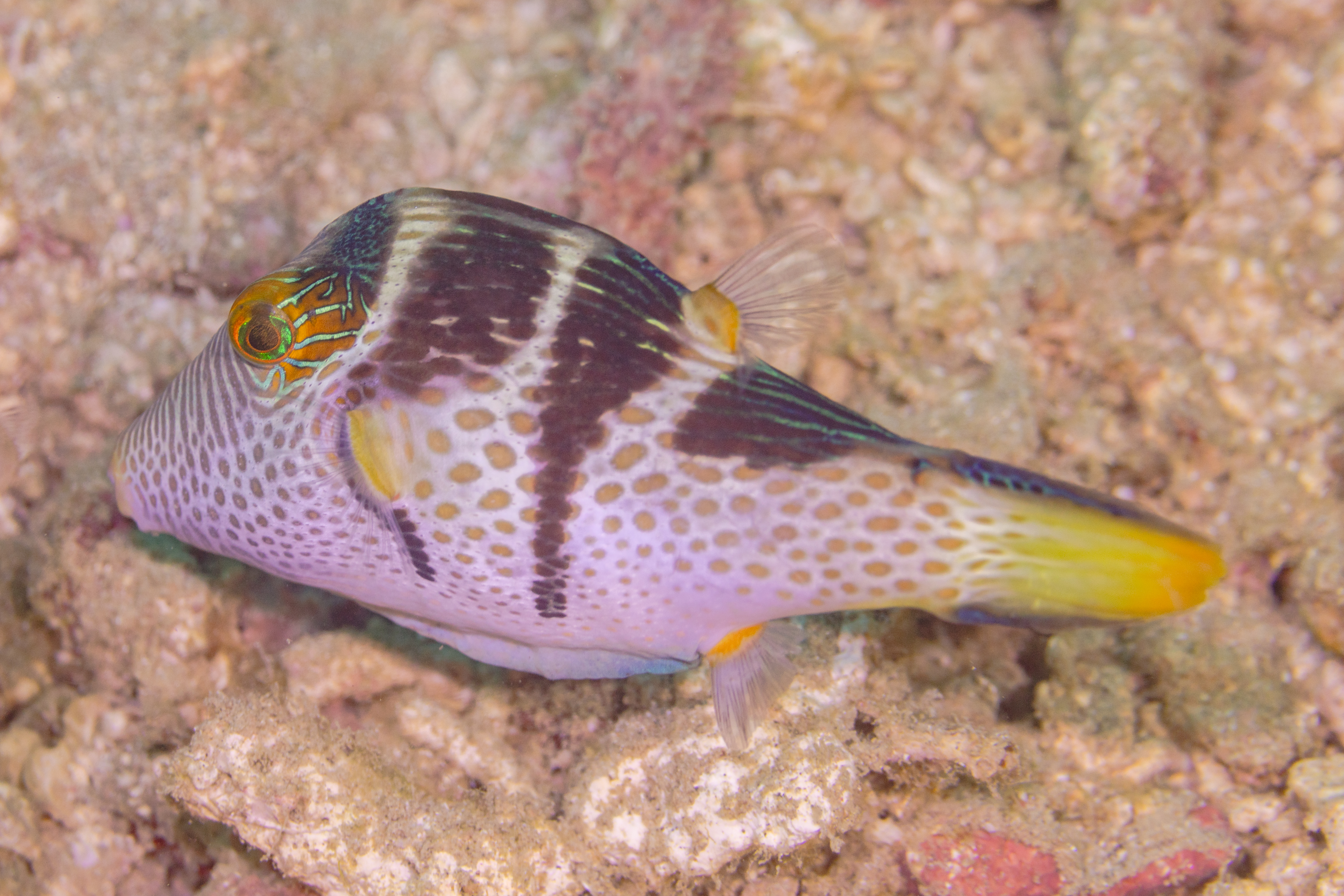
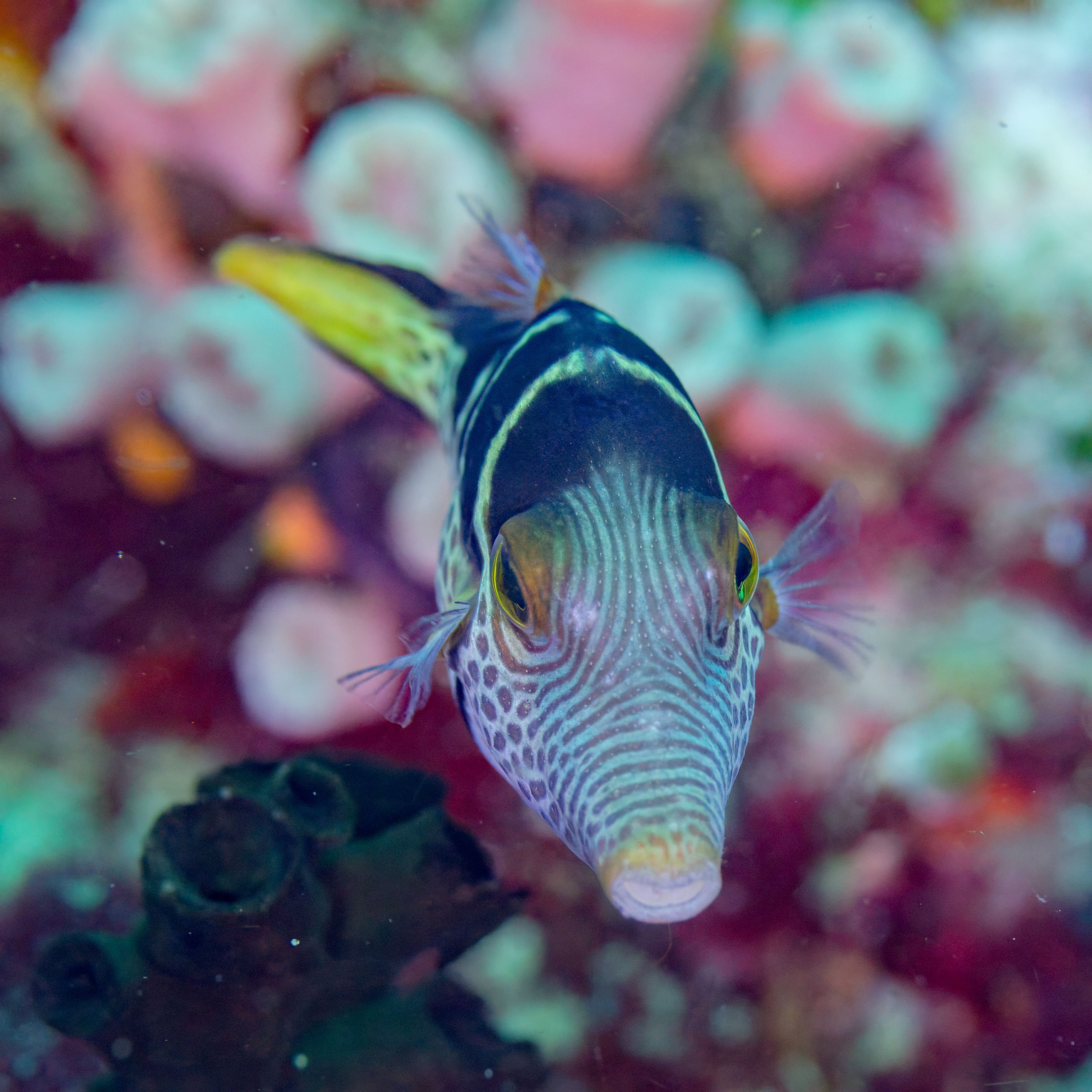

Ce poisson peut être confondu avec le monacanthe Paraluteres prionurus, qui lui est mimétique et profite de la toxicité de son modèle pour assurer sa propre protection contre ses prédateurs. Sa nageoire dorsale est plus haute et plus longue, et il est plus aplati latéralement.

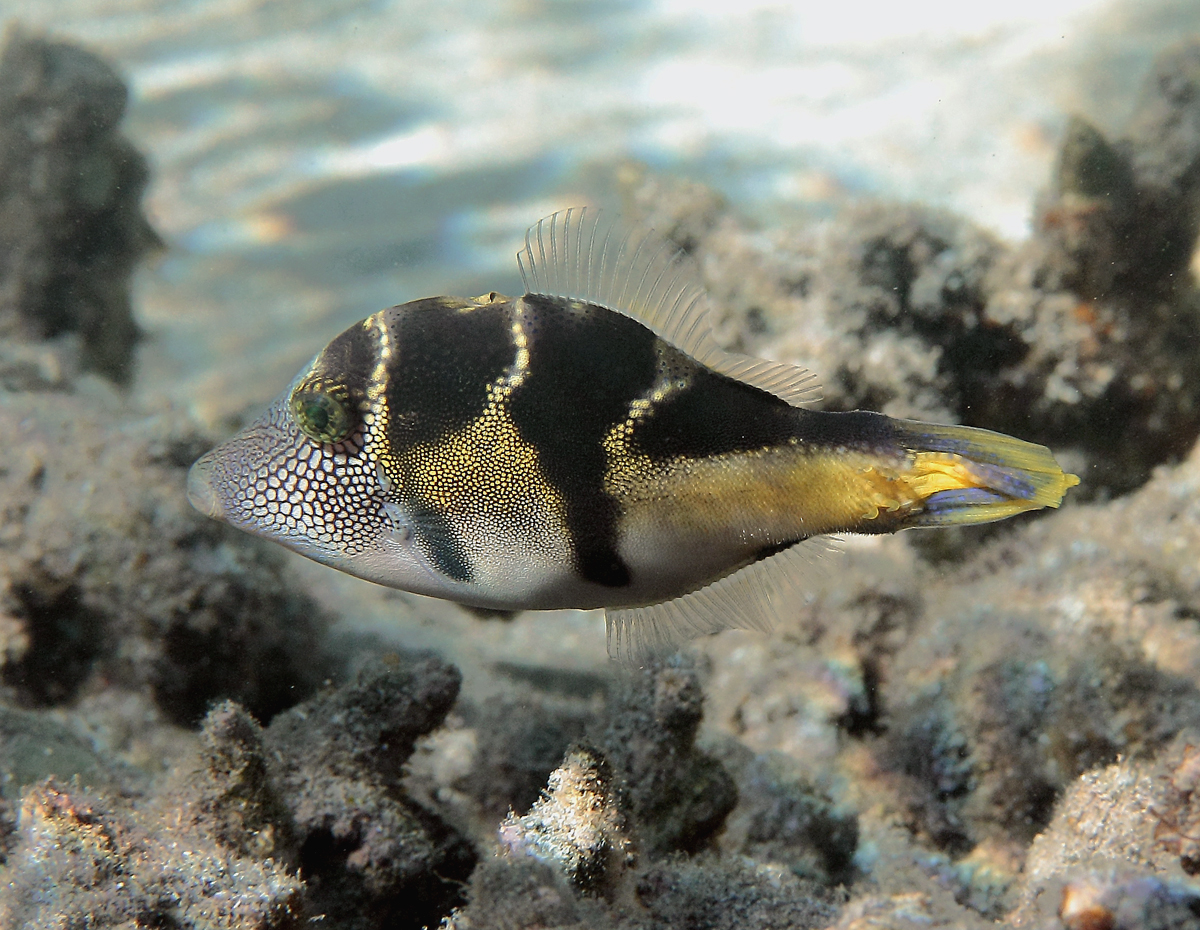
Paraluteres prionurus est mimétique de ce canthigaster venimeux.

## En aquarium

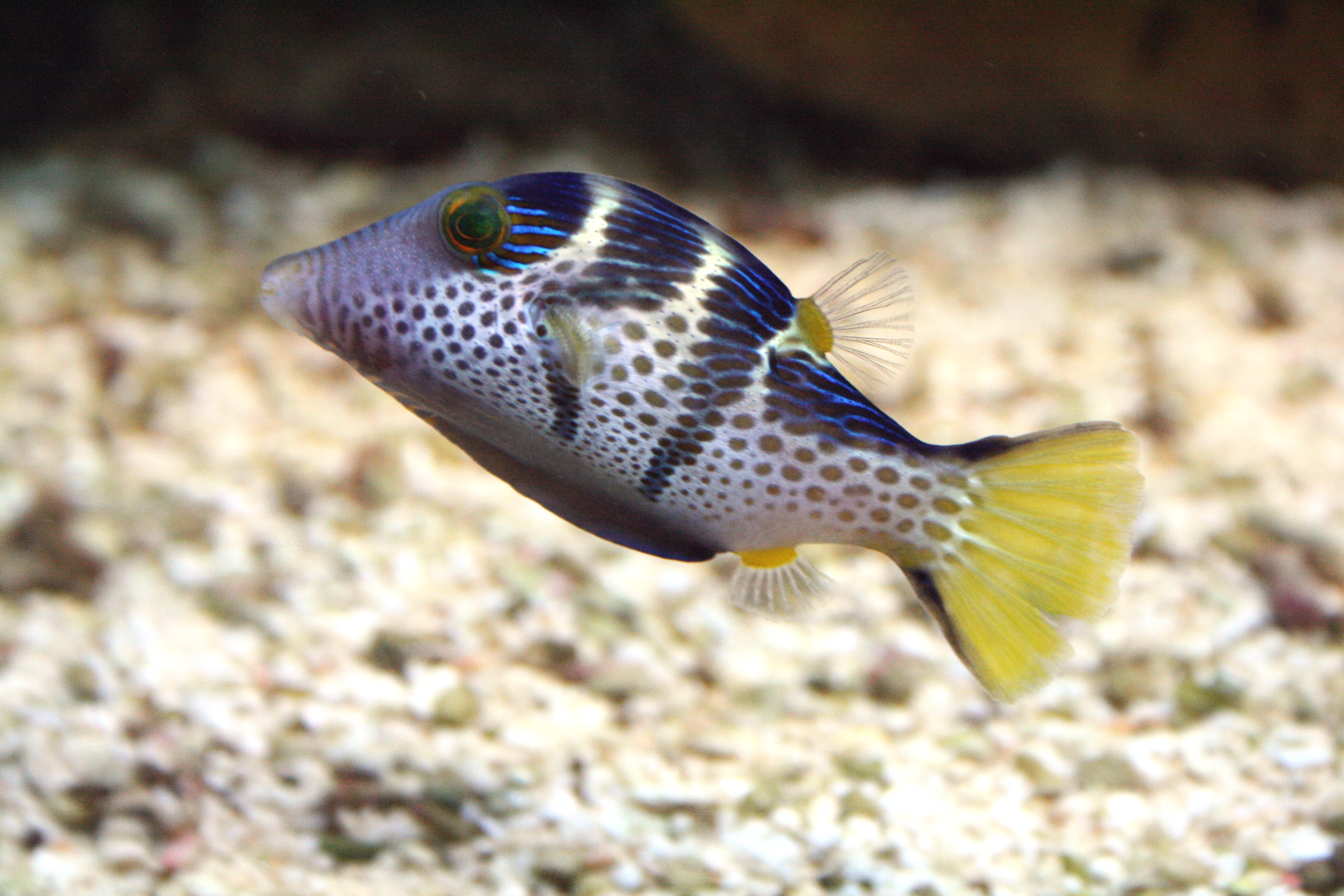

S'il est blessé lors d'une attaque par un autre poisson, il peut libérer une toxine mortelle pouvant tuer tous les poissons d'un aquarium s'ils ne sont pas de son espèce.
Il vit dans des eaux de 23 à 24 °C au pH compris de 7,0 à 8,0. On le trouve dans l'océan Indien, l'océan Pacifique, dans la mer Rouge jusqu'aux îles Tuamotu.